# Costretti ad uccidere
Costretti ad uccidere (The Replacement Killers) è un film statunitense del 1998 diretto da Antoine Fuqua.

## Trama
John Lee è un killer cinese che lavora per il boss Terence Wei; quando il figlio del boss viene ucciso in un'azione di polizia dal poliziotto Zedkov, il boss ordina a John di uccidere il figlio del poliziotto per vendetta, ma John non esegue l'incarico; a questo punto il boss manda i suoi sicari ad uccidere il killer, che nella fuga coinvolge anche la falsaria Meg Coburn.

## Produzione e distribuzione
Il film è uscito in Italia il 5 giugno 1998.